# Egmont (uitgeverij)
Uitgeverij Egmont is een Vlaamse uitgeverij die verbonden is aan het Vlaams Belang.

## Naam
De naam verwijst enerzijds naar de graaf van Egmont, die op last van de hertog van Alva werd onthoofd te Brussel; anderzijds naar het Egmontpact. Uit het verzet tegen dit politiek akkoord ontstond het Vlaams Blok, de voorloper van het Vlaams Belang. 

## Geschiedenis
Uitgeverij Egmont werd op 23 juli 1998 opgericht als vzw Egmont door Vlaams Blok-politici Gerolf Annemans, Filip Dewinter, Roeland Raes, Patsy Vatlet, Frank Vanhecke en Wim Verreycken voor "de promotie van de nationalistische gedachte".
Anno 2023 zetelen VB-politici Tom Van Grieken, Barbara Pas en Chris Janssens in het bestuur.

### Boycot en deelname Boekenbeurs
Sommige boekenketens zoals Fnac en Clubs boycotten de publicaties van Egmont Uitgeverij. Ook de Vlaamse Uitgevers Vereniging (VUV), thans de 'Groep Algemene Uitgevers' (GAU), weigerde Egmont in 2006 het lidmaatschap zodat ze ook geen toegang kreeg tot de Boekenbeurs tot 2016. Volgens Boekenbeurs-organisator Boek.be is Egmont geen uitgeverij, maar een politiek instrument van het Vlaams Belang. Volgens GAU zou de politieke overtuiging van deze partij "racistische of discriminerende tendenzen vertonen" die niet stroken met haar statuten. Hierop riposteerde Egmont dat EPO, de uitgeverij van het radicaal-linkse PVDA en evenmin lid van de GAU, wel toegang kreeg tot de Boekenbeurs. Omwille van de systematische weigering van de Boekenbeurs om Egmont te laten deelnemen aan de beurs, veroordeelde de Antwerpse rechtbank van eerste aanleg op 3 oktober 2017 Boek.be wegens schending van de discriminatiewetgeving in België. Op 15 oktober 2018 bevestigde het hof van beroep het vonnis in eerste aanleg waardoor er geen Boekenbeurzen mogen worden georganiseerd zonder Egmont en dit op straffe van een dwangsom van 500.000 euro. Het hof oordeelde tevens dat Egmont Uitgeverij moest worden opgenomen als lid van de GAU, op straffe van een dwangsom van 10.000 euro. Tevens veroordeelde het hof zowel Boek.be als GAU tot het betalen van een morele schadevergoeding van 650 euro aan de Egmont-auteurs Gerolf Annemans en Barbara Pas. Het hof volgde het advies van de advocaat-generaal dat Boek.be en GAU "zelfs geen poging hebben ondernomen om het tegenbewijs van de beweerde discriminatie te leveren" en dat alle door de appellanten in haar conclusies aangevoerde overwegingen om het Vlaams Belang te associëren met het Vlaams Blok niet ter zake zijn. Naderhand verklaarde Boek.be het arrest ten stelligste te betreuren maar niettemin in al zijn geledingen zal respecteren. In 2017 stond de uitgeverij voor het eerst met een stand op de boekenbeurs. Niettemin blijven heel wat boekhandels weigeren om boeken van Egmont te koop aan te bieden. In 2019 vond de laatste Boekenbeurs plaats.

## Publicaties
De uitgeverij concentreert zich hoofdzakelijk op historische en/of politieke thema’s: enerzijds de geschiedenis van Vlaanderen, de Nederlanden en de Vlaamse Beweging en anderzijds politieke actualiteit zoals communautaire aangelegenheden en immigratie. Ze geeft onder meer boeken uit van Gerolf Annemans, Filip De Man, Philip Claeys, Koen Dillen, Filip Dewinter, Frank Vanhecke, Freddy Van Gaever, Karim Van Overmeire, Julien Librecht, Werner Somers, Marc Joris, Peter Lemmens, Wim Van Dijck, cartoonist Fré (Frederik Pas), Bart Laeremans, Jan Huijbrechts, Roeland Raes en Jef Elbers.